# Střední vlny

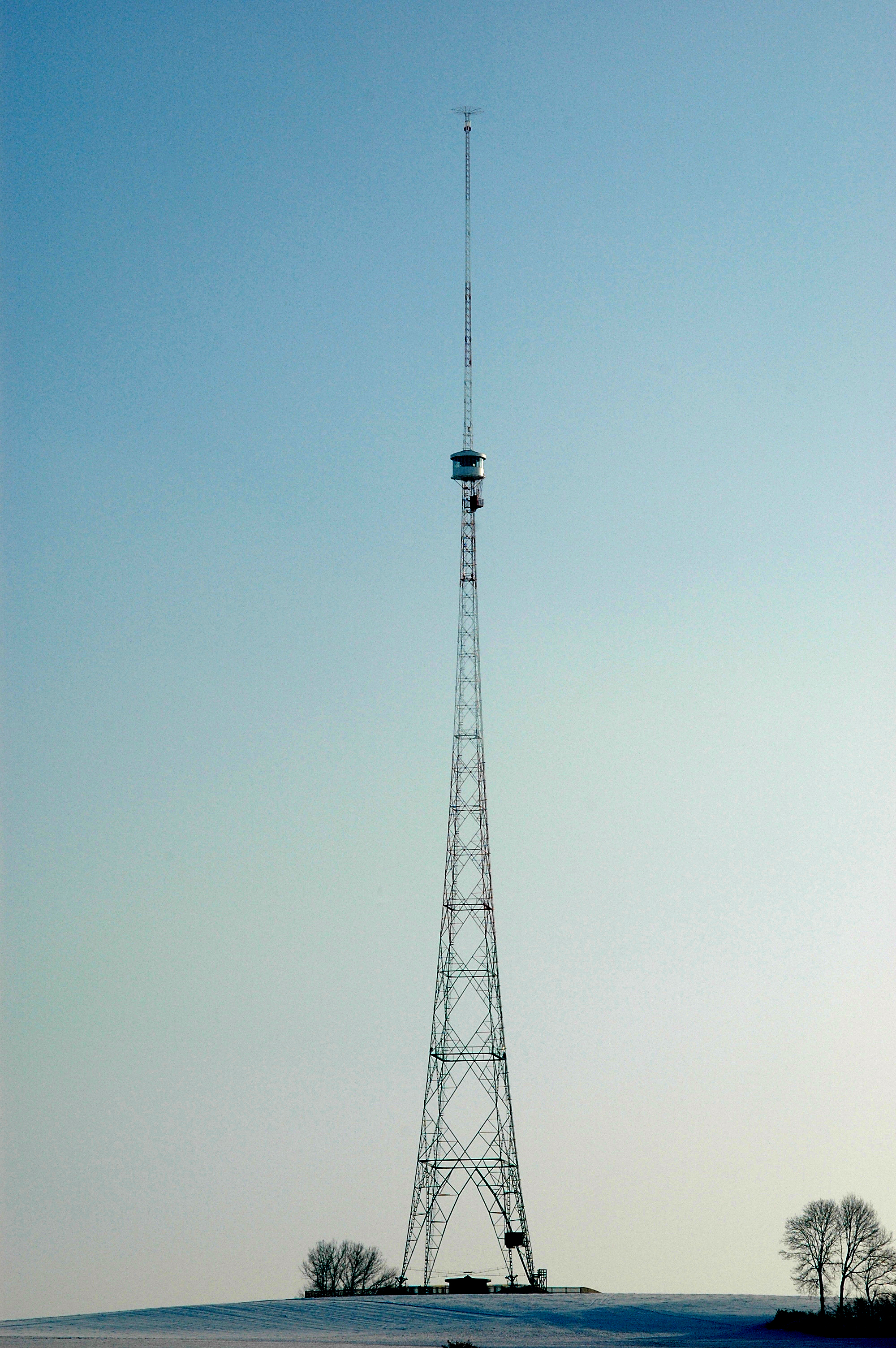
Středovlnný vysílač Blosenbergturm ve Švýcarsku

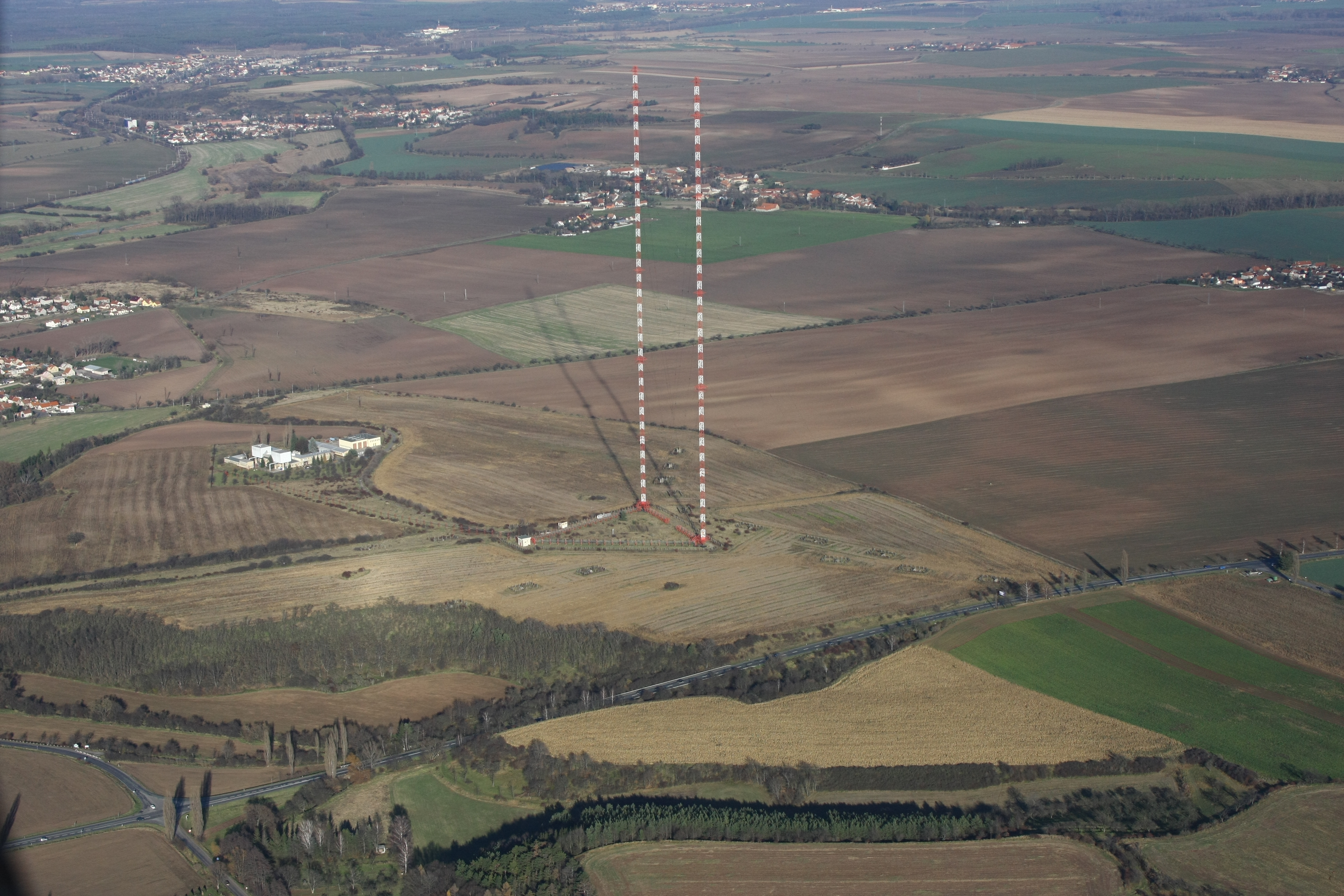
Středovlnný vysílač Liblice B je nejvyšší stavba v České republice.

Střední vlny (zkratka SV nebo též MW – z anglického Medium Wave) je oblast elektromagnetického záření o vlnové délce řádu stovek metrů,
tedy od 100 m do 1000 m. Tomu odpovídá rozsah frekvencí od 300 kHz do 3 MHz.
Označení vyplývá z toho, že jeho vlnová délka leží v oblasti mezi tzv. krátkými a dlouhými vlnami.

## Vlastnosti
Podobně jako krátké vlny se mohou i střední vlny šířit částečně odrazem od ionosféry; vzhledem k větší vlnové délce se však lépe ohýbají za přírodními překážkami, zejména terénními vyvýšeninami. Jsou vhodné pro vysílání v okruhu stovek, nejvýše několika málo tisíc kilometrů. Mají tak daleko vyšší dosah oproti velmi krátkým vlnám, takže pro pokrytí stejného území je dostačující daleko nižší počet vysílačů.
Dosah vysílání, ale tím i rušení vzdálenými stanicemi na stejném kmitočtu, se zvětšuje po setmění, protože se v ionosféře rozpadne tlumící vrstva D a naopak může docházet k odrazům tzv. prostorovou vlnou. Toho se využívalo především v druhé půli 20. století pro zahraniční vysílání, přestože hlavní využití středních vln (AM) je pro domácí vysílání.

## Využití
Hlavní využití pásma je stále pro rozhlasové stanice vysílající obvykle na frekvencích v rozsahu od 520 do 1 610 kHz, což odpovídá vlnovým délkám 186 až 577 metrů. V Severní Americe se využívají frekvence až do 1 710 kHz. Rozhlas pro přenos zvukového signálu používá amplitudovou modulaci. Odstup sousedních frekvencí je v Evropě 9 kHz, v Americe 10 kHz. V České republice vysílal v pásmu středních vln především Český rozhlas, a to celkem na šesti vysílačích (stav v roce 2020), kterými bylo signálem pokryto téměř celé území státu.
Vysílání Českého rozhlasu na středních vlnách bylo ukončeno 31. prosince 2021, nadále zůstalo dostupné pouze u několika soukromých stanic. Důvodem je nižší zvuková kvalita a přitom energetická náročnost vysokovýkonných vysílačů, které byly budovány mimo jiné i pro překonání tzv. průmyslového a atmosférického rušení (například blesky, korona, jiskření).
Klesající využití má toto jinak hlavně rozhlasové pásmo také pro tzv. nesměrové letecké radiomajáky (NDB), pro vojenskou a ve zmenšující se míře i civilní leteckou radionavigaci.
Z hlediska definice patří do oblasti středních vln také pásmo pro lodní radiostanice (námořní radiofonní provoz mezi 1,8 a 3 MHz v oblastech mimo dosah pobřežních VHF vysílačů) jakož i radioamatérské
frekvenční pásmo 160 m ležící v oblasti od 1,8 MHz do 2 MHz,
byť radioamatéři sami toto pásmo obvykle nepřesně řadí mezi krátké vlny.
Toto frekvenční pásmo je mezi radioamatéry oblíbené zejména pro telegrafii,
v menší míře zde radioamatéři též používají amplitudovou modulaci s potlačenou
nosnou vlnou a jedním postranním pásmem (SSB modulace).

## Středovlnné AM vysílače v ČR
Seznam všech AM vysílačů zde
| Frekvence kHz | Stanoviště               | Stanice        | Výkon (kW) den/noc | Provozovatel vysílače      | Vysílač            |
| ------------- | ------------------------ | -------------- | ------------------ | -------------------------- | ------------------ |
| 792           | Hradec Králové – Stěžery | Radio Dechovka | 10                 | RAJMONT s.r.o.             | TRANSRADIO TRAM 20 |
| 981           | Praha – Líbeznice        | Český Impuls   | 10                 | LONDA s.r.o.               | RUMBURACK          |
| 1062          | Praha – Zbraslav         | Country Radio  | 20/1               | České Radiokomunukace a.s. | TESLA              |